# Đặng Hùng (sinh năm 1958)
Đặng Hùng (sinh ngày 8 tháng 7 năm 1958), tên đầy đủ là Đặng Văn Hùng, là một diễn viên và biên đạo múa người Việt Nam, nguyên giám đốc Nhà hát ca múa nhạc dân tộc Bông Sen. Ông đã được Nhà nước Việt Nam phong tặng danh hiệu Nghệ sĩ nhân dân năm 2015.

## Tiểu sử
Đặng Văn Hùng sinh ngày 8 tháng 7 năm 1958 tại Hà Nội, quê gốc xã Hậu Lộc nay thuộc huyện Hoằng Hóa, tỉnh Thanh Hóa. ông có một em trai sinh đôi là nghệ sĩ múa Đặng Văn Sơn – bố của thủ môn bóng đá Đặng Văn Lâm.

## Sự nghiệp
Với năng khiêu bơi lội, dự định ban đầu của Đặng Hùng là theo đuổi bộ môn này và sẽ học tại trường thiếu sinh quân ở Thủy Nguyên - Hải Phòng, chị gái ông là người trong đội ngũ tuyển chọn sinh viên múa, vì không tìm được chỉ tiêu nên bà đã chọn Đặng Hùng và Đặng Sơn. Năm 1972, anh em Đặng Hùng được tuyển vào Trường Múa Việt Nam. Năm 1980, Đặng Hùng và Vương Linh, người sau này là vợ ông, đại diện Việt Nam dự thi một cuộc thi ballet quốc tế và họ là hai trong số bốn người tốt nghiệp khóa 9 được Nhà nước gửi sang Liên Xô. Đặng Hùng được đào tạo tại Trường Đại học Nghệ thuật Sân khấu Moskva. Tháng 4 năm 1986, sau khi tốt nghiệp đại học múa tại Liên Xô, ông trở về nước, ông công tác tại Nhà hát Giao hưởng Nhạc – Vũ kịch Việt Nam. Đến năm 1988, Đặng Hùng cùng vợ con chuyển vào miền Nam và công tác tại Đoàn ca múa nhạc Bông Sen. Tại đây, ông trải qua nhiều vị trí từ diễn múa dần trở thành đoàn trưởng, phó giám đốc rồi giám đốc Nhà hát.
Đặng Hùng cùng với vợ mở lớp dạy múa từ năm 1995, sau này trở thành Đoàn múa Những Ngôi Sao nhỏ. Năm 2022, Đặng Hùng cùng vợ (đồng tác giả) nhận Giải thưởng Nhà nước về Văn học Nghệ thuật cho 4 tác phẩm múa.

## Đời tư
Đặng Hùng và Đoàn Vương Linh quen nhau năm 1972, khi cùng học tại Trường Múa Việt Nam. Nhung đến năm 1980, khi hai người cùng được gửi sang Liên Xô đào tạo mới nảy sinh tình cảm. Năm 1983, sau khi về nước ít hôm để tổ chức ăn hỏi, đám cưới của họ diễn ra trong hội trường ký túc xá đại học ở Moskva do Thanh Bạch làm chủ hôn.
Con gái lớn của họ là Linh Nga sinh năm 1986, tại Liên Xô, cô hiện tại là một nghệ sĩ múa có tiếng được phong tặng danh hiệu Nghệ sĩ ưu tú, cô được gọi là "Công chúa làng múa" hay "Thiên nga của làng múa Việt Nam". Con trai út của họ là Hùng Minh, sinh năm 1995, anh theo ngành quản trị du lịch.